# Mukhwas

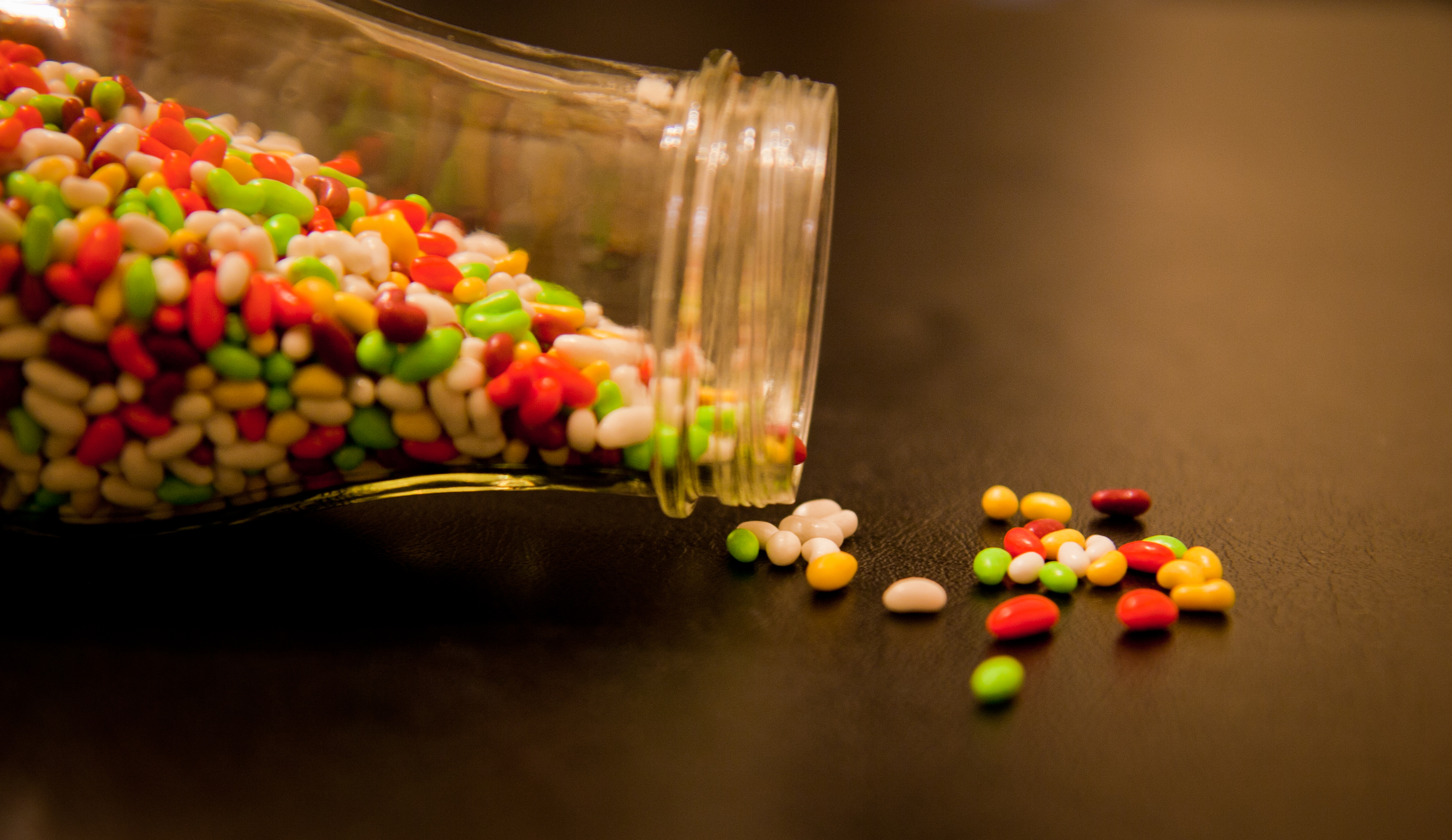
Graines de fenouil enrobées de sucre.

Le mukhwas est un en-cas coloré d'Asie du Sud généralement consommé après les repas, en guise de digestif ou rafraîchisseur pour l'haleine.
Il peut être composé de diverses graines et noix, souvent de fenouil, d'anis, de noix de coco, de coriandre et de sésame. Il possède une saveur douce et très aromatique en raison du sucre ajouté et de l'ajout de diverses huiles essentielles, dont l'huile de menthe poivrée. Les graines peuvent aussi être salées et sont généralement de couleurs vives.
Le mot est une fusion des mots sanskrits mukh (bouche) et was (odeur).